# Trichocentrum lindenii
Trichocentrum lindenii är en orkidéart som först beskrevs av Adolphe-Théodore Brongniart, och fick sitt nu gällande namn av Mark W. Chase och Norris Hagan Williams. Trichocentrum lindenii ingår i släktet Trichocentrum och familjen orkidéer. Inga underarter finns listade i Catalogue of Life.

## Bildgalleri

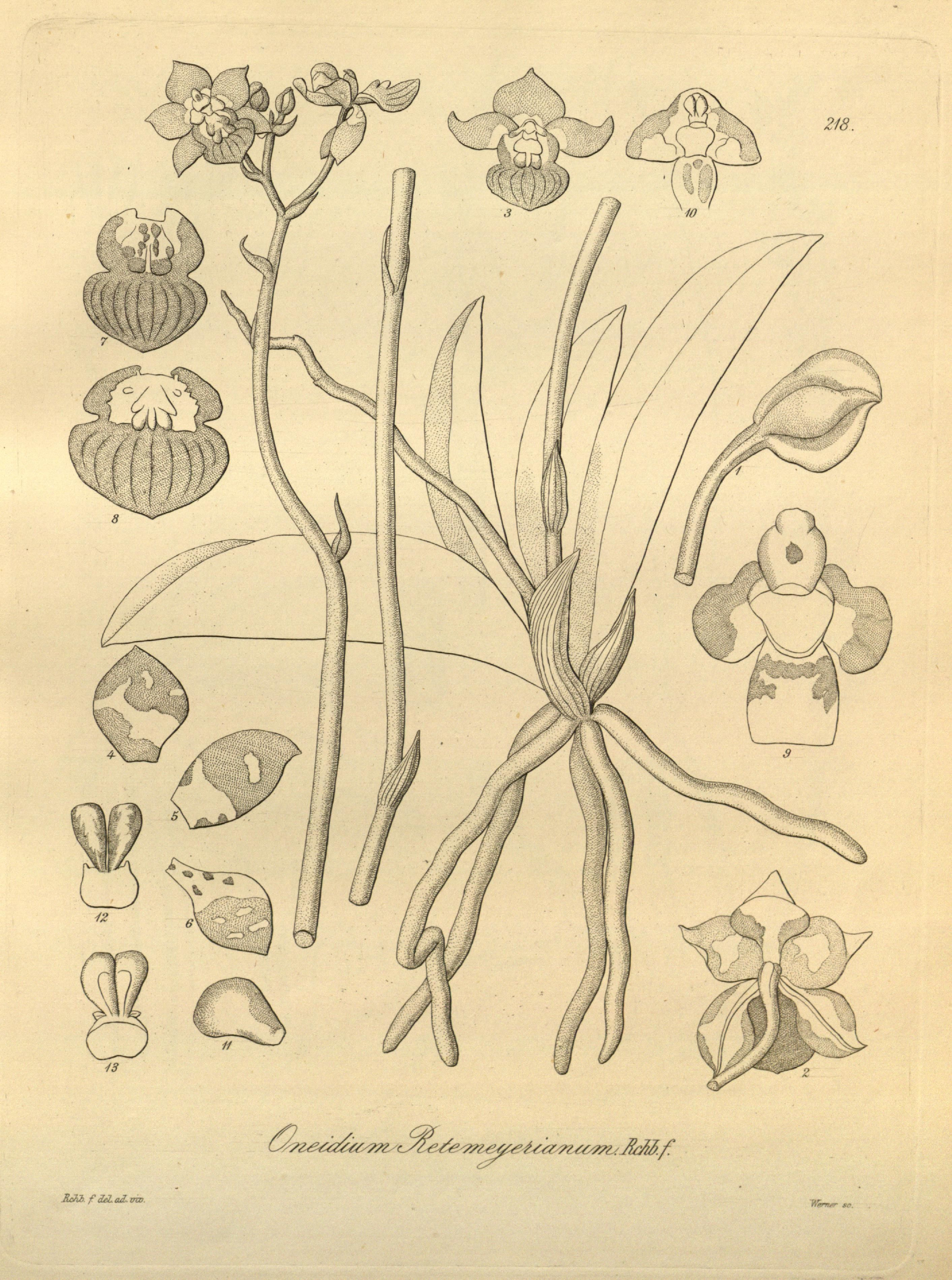